# 魏勒
魏勒是德国莱茵兰-普法尔茨州的一个市镇。总面积7.32平方公里，总人口308人，其中男性154人，女性154人（2011年12月31日），人口密度42人/平方公里。